# Außerleithen
Außerleithen ist ein Gemeindeteil der Gemeinde Mistelgau im Landkreis Bayreuth (Oberfranken, Bayern). Außerleiten liegt in der Gemarkung Mengersdorf.

## Geografie
Die sechs Anwesen des Weilers stehen in zwei Siedlungen an einer Gemeindeverbindungsstraße, die nach Mengersdorf (1,4 km nordwestlich) bzw. an Äußerer Graben vorbei nach Wohnsgehaig führt (0,8 km südlich).

## Geschichte
Gegen Ende des 18. Jahrhunderts bestand Außerleithen aus zwei Anwesen. Die Hochgerichtsbarkeit stand dem bayreuthischen Stadtvogteiamt Bayreuth zu. Grundherren waren das Rittergut Mengersdorf (1 Söldengut) und das Rittergut Plankenfels (1 Gut).
Von 1797 bis 1810 unterstand der Ort dem Justiz- und Kammeramt Bayreuth. Mit dem Ersten Gemeindeedikt wurde Außerleithen dem 1812 gebildeten Steuerdistrikt Truppach und der im gleichen Jahr gebildeten Ruralgemeinde Bärnreuth zugewiesen. 1818 erfolgte die Eingemeindung nach Obernsees. 1854 wurde Außerleithen der Gemeinde Mengersdorf zugewiesen. Am 1. Januar 1969 wurde Außerleithen nach Truppach eingemeindet, das am 1. Januar 1972 im Zuge der Gebietsreform in Bayern in die Gemeinde Mistelgau eingegliedert wurde.

## Einwohnerentwicklung
| Jahr      | 001822 | 001861 | 001871 | 001885 | 001900 | 001925 | 001950 | 001961 | 001970 | 001987 |
| Einwohner | 22     | 26     | 25     | 15     | 22     | 19     | 20     | 18     | 16     | 15     |
| Häuser    | 2      |        |        | 3      | 3      | 3      | 3      | 3      |        | 5      |
| Quelle    | [ 6 ]  | [ 9 ]  | [ 10 ] | [ 11 ] | [ 12 ] | [ 13 ] | [ 14 ] | [ 15 ] | [ 16 ] | [ 1 ]  |

## Religion
Außerleithen ist seit der Reformation evangelisch-lutherisch geprägt und nach St. Otto (Mengersdorf) gepfarrt.